# Экономов, Савелий Петрович
Савелий Петрович Экономов (13 апреля 1929, с. Етулия, Королевство Румыния — 2009) — гагаузский педагог, писатель, фольклорист и общественный деятель. Заслуженный педагог Гагаузии.

## Биография

### Ранние годы
Савелий Петрович Экономов родился 13 апреля 1929 года в селе Етулия, в многодетной крестьянской семье. Его мать была хранительницей гагаузского фольклора, часто пела детям народные песни, что оказало влияние на его становление как патриота и ценителя народного творчества. В 1942 году окончил пятилетнюю школу в родном селе и поступил в ренийское профессиональное училище. Затем прошёл обучение на учительских курсах в Кагуле. Уже в возрасте 15 лет стал первым учителем, происходившим из Етулии.

### Образование
С 1946 по 1949 год учился в Кагульском педагогическом училище. Однако в июле 1949 года семья Экономова была репрессирована и сослана на Алтай. В ссылке, несмотря на тяжёлые условия, Савелий Петрович продолжил свою деятельность, работая учителем в селе Верхне-Солоновка. Там он познакомился с будущей женой — Эммой Антоновной, немкой по происхождению, которая на протяжении всей жизни поддерживала его во всех начинаниях. В 1956 году семья вернулась в родную Етулию, где Савелий окончил курсы учителей гагаузского языка под руководством Диониса Танасоглу. Он преподавал гагаузский, русский, румынский языки и музыку, а также был директором вечерней школы. В 1965 году окончил филологический факультет Тираспольского государственного педагогического института им. Т. Г. Шевченко. На протяжении 18 лет занимал должность заместителя директора по воспитательной работе в Етулийской средней школе.

### Трудовая деятельность
Савелий Петрович посвятил педагогической работе 45 лет. Его уроки отличались творческой атмосферой, он умел вызвать эмоциональное сопереживание у учеников. За свою деятельность получил множество наград, включая звание «Заслуженный педагог Гагаузии». После завершения педагогической карьеры он продолжил заниматься сохранением культурных ценностей гагаузского народа, инициировав создание историко-краеведческого музея в Етулии.

## Литературная деятельность
Савелий Экономов внёс значительный вклад в развитие гагаузской литературы. Он собирал фольклор, писал статьи о гагаузской культуре, языке и литературе. Его произведения, такие как статья «Koruyün gagauz erini» («Берегите гагаузскую землю»), публиковались в газетах «Ana Sözü» и журналах «Sabaa Yidzı», «Güneşçik», «Kırlangaçcik». Некоторые из его произведений вошли в школьную программу, например: «Usta» — сказка, поднимающая проблему нежелания учиться мастерству.

## Память
Савелий Петрович Экономов оставил глубокий след в истории Гагаузии. В его честь:
- В 2010 году на доме, где он жил, была установлена мемориальная доска.

- В 2011 году Етулийскому теоретическому лицею присвоено его имя. * В 2019 году была издана книга «Şannı Üüredici», посвящённая его жизни и трудам.

- Его имя ассоциируется с патриотизмом, преданностью своему народу и культурным наследием.